# Libnotes (Metalibnotes) delandi
Libnotes (Metalibnotes) delandi is een tweevleugelige uit de familie steltmuggen (Limoniidae). De soort komt voor in het Australaziatisch gebied.